# George Baker Selection
De George Baker Selection was een Nederlandse popgroep die in 1967 in de Zaanstreek werd opgericht met George Baker als frontman. Aanvankelijk heette de band Soul Invention; nadat succes uitbleef besloten ze hun naam amper een jaar later te veranderen in de George Baker Selection, vernoemd naar een personage uit een roman.

## Geschiedenis

### Jaren 60 en 70

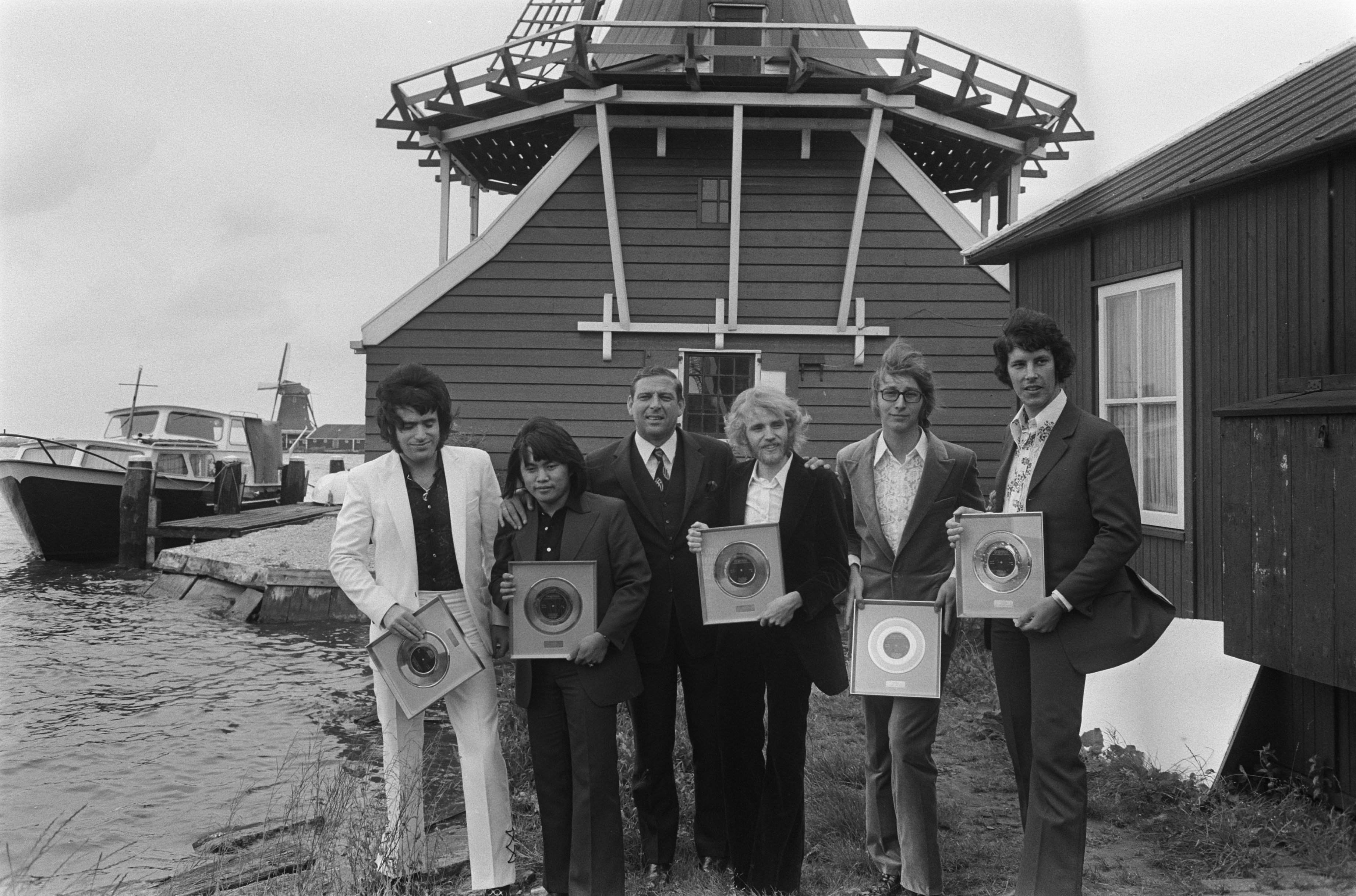
1 miljoen verkochte exemplaren van Little Green Bag (1970)

De groep bestond aanvankelijk uit Hans Bouwens ("George Baker", gitaar en leadzang), George Thé (gitaar), Jan Hop (drums), Jacques Greuter (orgel), Henk Kramer (saxofoon) en Theo Vermast (basgitaar). Vanaf circa 1969 werd Vermast vervangen door Jan Visser, totdat in 1971 Vissers plaats werd ingenomen door Cor Veerman, die in 1974 weer werd opgevolgd door Martin Schoen. In hetzelfde jaar (1974) werd de groep ook uitgebreid met zangeres Lida Bond.
Het nummer Little Green Bag (geschreven door Bouwens en Visser) was hun debuutsingle en tevens de eerste grote hit. Bouwens en Visser ontvingen daarvoor in 1970 de Zilveren Harp, en de groep kreeg er op 2 juli van datzelfde jaar een gouden plaat voor. Ook Dear Ann haalde een top 10-notering. In 1975 werd Una Paloma Blanca hun eerste grote wereldhit. De groep is met onder andere Middle of the Road, ABBA en The Beatles de enige popgroep die in Nederland met drie opeenvolgende singles de nummer 1-positie wist te behalen (Sing a song of love, Paloma blanca, Morning sky). In 1975 werd de band onderscheiden met de Conamus Exportprijs. In 1978 stopte de band ermee omdat George Baker een solocarrière startte.

### Jaren 80
In 1982 richtte hij een hernieuwde George Baker Selection op met oud-leden George Thé en Jan Hop, aangevuld met Elly Bloothoofd (zang, bas) en Pieter Goeman (piano, orgel). Nelleke Brzoskowski werd de nieuwe zangeres van de groep. In deze bezetting had de band een aantal hits waarvan Santa Lucia by night (1985) de grootste was. Het bereikte de 7e plaats in de Top 40 en de 4e plaats in de Nationale Hitparade. Andere hits waren When we're dancing (1982), The wind (1983), Manolito (1985), Viva America (1987) en Bella Maria (1987). Nadat de groep uiteengevallen was, ging George Baker solo verder. In november 2009 bracht hij een nieuw album uit, Lonely boy, waarin hij terugblikt op zijn jeugd, liefdes en loopbaan als muzikant.

### Overlijden Jacques Greuter
Jacques Greuter, toetsenist van de George Baker Selection, zat al bij de band voordat George Baker zelf de gelederen kwam versterken en was de enige van de oorspronkelijke bezetting die alle successen in de jaren 70 meemaakte. Toen de band in 1978 stopte verdween ook Greuter uit beeld. Hij maakte geen deel uit van de tweede George Baker Selection die in 1982 werd opgericht. Greuter overleed in maart 2018 en werd 75 jaar.

## Discografie

### Albums
| Album met eventuele hitnotering(en) in de Nederlandse Album Top 100 | Datum van verschijnen | Datum van binnenkomst | Hoogste positie | Aantal weken | Opmerkingen   |
| ------------------------------------------------------------------- | --------------------- | --------------------- | --------------- | ------------ | ------------- |
| Love in the world                                                   |                       | 09-01-1971            | 38              | 8            |               |
| Hot Baker                                                           |                       | 03-08-1974            | 2               | 21           |               |
| 5 Jaar hits                                                         |                       | 07-12-1974            | 3               | 14           | Verzamelalbum |
| Paloma blanca                                                       |                       | 26-04-1975            | 1(6wk)          | 42           |               |
| A song for you                                                      |                       | 06-12-1975            | 1(3wk)          | 26           |               |
| Riversong                                                           |                       | 11-09-1976            | 2               | 18           |               |
| Summer melody                                                       |                       | 02-07-1977            | 3               | 16           |               |
| The best of Baker                                                   |                       | 10-12-1977            | 13              | 11           | Verzamelalbum |
| Sing for the day                                                    |                       | 07-07-1979            | 22              | 11           |               |
| Wild flower                                                         |                       | 15-11-1980            | 20              | 9            |               |
| Grootste hits                                                       |                       | 21-03-1981            | 21              | 9            | Verzamelalbum |
| Paradise island                                                     |                       | 09-04-1983            | 23              | 8            |               |
| Santa Lucia by night                                                |                       | 21-09-1985            | 13              | 15           |               |
| Het complete hitoverzicht                                           |                       | 15-11-1986            | 20              | 11           | Verzamelalbum |
| Viva America                                                        |                       | 25-07-1987            | 16              | 12           |               |
| Dreamboat                                                           |                       | 16-07-1988            | 25              | 14           |               |
| From Russia With Love                                               |                       | 1989                  | -               | -            |               |
| The very best of the George Baker Selection                         |                       | 24-04-1999            | 21              | 14           | Verzamelalbum |
| George Baker Selection 100                                          | 2009                  | 17-01-2009            | 67              | 3            | Verzamelalbum |

### Singles
| Single met eventuele hitnotering(en) in de Nederlandse Top 40 | Datum van verschijnen | Datum van binnenkomst | Hoogste positie | Aantal weken | Opmerkingen                                                                                                  |
| ------------------------------------------------------------- | --------------------- | --------------------- | --------------- | ------------ | --- |
| Little Green Bag                                              | 1969                  | 25-10-1969            | 9               | 11           | Nr. 6 in de Single Top 100                                                                                   |
| Dear Ann                                                      | 1970                  | 14-02-1970            | 2               | 14           | Nr. 2 in de Single Top 100                                                                                   |
| Midnight                                                      | 1970                  | 18-07-1970            | 12              | 10           | Nr. 10 in de Single Top 100                                                                                  |
| Over and over                                                 | 1970                  | 07-11-1970            | 7               | 11           | Nr. 7 in de Single Top 100                                                                                   |
| Nathalie                                                      | 1971                  | 20-03-1971            | 11              | 8            | Alarmschijf / Nr. 9 in de Single Top 100                                                                     |
| Tonight                                                       | 1971                  | 17-07-1971            | 14              | 7            | Nr. 15 in de Single Top 100                                                                                  |
| Mama oh mama                                                  | 1971                  | 20-11-1971            | 9               | 9            | Alarmschijf / Nr. 9 in de Single Top 100                                                                     |
| Holy day                                                      | 1972                  | 11-03-1972            | 10              | 7            | Nr. 11 in de Single Top 100                                                                                  |
| I'm on my way                                                 | 1972                  | 19-08-1972            | 7               | 10           | Alarmschijf / Nr. 5 in de Single Top 100                                                                     |
| Marie-Jeanne                                                  | 1972                  | 09-12-1972            | 9               | 10           | Nr. 9 in de Single Top 100                                                                                   |
| Morning light                                                 | 1973                  | 19-05-1973            | 20              | 6            | Nr. 21 in de Single Top 100                                                                                  |
| Drink drink drink                                             | 1973                  | 15-09-1973            | 18              | 6            | Nr. 19 in de Single Top 100                                                                                  |
| Baby blue                                                     | 1974                  | 12-01-1974            | 8               | 7            | Nr. 8 in de Single Top 100                                                                                   |
| (Fly away) Little Paraquayo                                   | 1974                  | 18-05-1974            | 2               | 14           | Nr. 3 in de Single Top 100                                                                                   |
| Sing a song of love                                           | 1974                  | 26-10-1974            | 1(3wk)          | 12           | Alarmschijf / Nr. 1 in de Single Top 100                                                                     |
| Paloma Blanca                                                 | 1975                  | 22-03-1975            | 1(3wk)          | 14           | Hit van het jaar 1975 / Nr. 1 in de Single Top 100                                                           |
| Morning sky                                                   | 1975                  | 25-10-1975            | 1(2wk)          | 10           | Nr. 1 in de Single Top 100                                                                                   |
| Wild bird                                                     | 1976                  | 07-08-1976            | 3               | 10           | Alarmschijf / Nr. 4 in de Single Top 100                                                                     |
| Mañana (mi amor)                                              | 1976                  | 27-11-1976            | 5               | 8            | Alarmschijf / Nr. 7 in de Single Top 100                                                                     |
| Beautiful rose                                                | 1977                  | 14-05-1977            | 3               | 11           | Alarmschijf / Nr. 4 in de Single Top 100                                                                     |
| Marja                                                         | 1977                  | 06-08-1977            | 11              | 7            | Alarmschijf / Nr. 9 in de Single Top 100                                                                     |
| When we're dancing                                            | 1982                  | 20-11-1982            | 23              | 4            | Nr. 26 in de Single Top 100                                                                                  |
| The wind (Ay ay ay Maria)                                     | 1983                  | 26-02-1983            | 19              | 5            | Nr. 18 in de Single Top 100                                                                                  |
| Paradise Island                                               | 1983                  | -                     | -               | -            | |
| Gipsy Woman                                                   | 1983                  | -                     | -               | -            | |
| Bye By My Love                                                | 1984                  | -                     | -               | -            | |
| Santa Lucia by night                                          | 1985                  | 06-07-1985            | 7               | 13           | Nr. 4 in de Single Top 100                                                                                   |
| Manolito                                                      | 1985                  | 02-11-1985            | 30              | 4            | Nr. 23 in de Single Top 100                                                                                  |
| When you learn to fly                                         | 1986                  | 22-02-1986            | tip4            | -            | Nr. 31 in de Single Top 100                                                                                  |
| True Love                                                     | 1986                  | -                     | -               | -            | |
| Viva America                                                  | 1987                  | 27-06-1987            | 25              | 6            | Nr. 28 in de Single Top 100                                                                                  |
| Bella Maria                                                   | 1987                  | 24-10-1987            | 37              | 3            | Nr. 40 in de Single Top 100                                                                                  |
| Marie-Julie                                                   | 1988                  | 18-06-1988            | tip6            | -            | Nr. 34 in de Single Top 100                                                                                  |
| Dreamboat                                                     | 1988                  | -                     | -               | -            | |
| Que viva summer holiday                                       | 1988                  | 24-09-1988            | tip4            | -            | Nr. 38 in de Single Top 100                                                                                  |
| From Russia With Love                                         | 1989                  | -                     | -               | -            | |
| So Sad                                                        | 1989                  | -                     | -               | -            | |
| Save All Your Love Songs                                      | 1990                  | -                     | -               | -            | |
| Little green bag                                              | 1999                  | 10-04-1999            | 23              | 6            | Heruitgave van de soundtrack van Quentin Tarantino's film Reservoir Dogs (1992) / Nr 29 in de single top 100 |

### NPO Radio 2 Top 2000
| Nummers met noteringen in de NPO Radio 2 Top 2000 | '99 | '00 | '01  | '02  | '03  | '04  | '05 | '06 | '07  | '08 | '09  | '10  | '11  | '12  | '13  | '14 | '15  | '16  | '17  | '18 | '19 | '20  | '21  | '22  | '23  | '24  |
| ------------------------------------------------- | --- | --- | ---- | ---- | ---- | ---- | --- | --- | ---- | --- | ---- | ---- | ---- | ---- | ---- | --- | ---- | ---- | ---- | --- | --- | ---- | ---- | ---- | ---- | ---- |
| Little Green Bag                                  | 338 | 417 | 628  | 514  | 432  | 324  | 464 | 459 | 656  | 465 | 535  | 579  | 583  | 738  | 641  | 600 | 708  | 610  | 621  | 985 | 978 | 745  | 1036 | 1218 | 1313 | 1477 |
| Paloma Blanca                                     | 547 | 966 | 1125 | 1286 | 1064 | 1006 | 813 | 797 | 1059 | 915 | 1275 | 1570 | 1717 | 1735 | 1948 | -   | 1968 | 1855 | 1963 | -   | -   | 1854 | -    | -    | -    | -    |

1. ↑  Een '-' betekent dat het nummer niet was genoteerd en een vetgedrukt getal geeft de hoogste notering van een nummer aan.

## Publicaties
- Rutger Vahl: Nu weet ik het zeker, ik hou van George Baker. Nederlands succesvolste popartiest en de smaakpolitie. Amsterdam, Nijgh & Van Ditmar, 2018. ISBN 9789038805399